# Pauridioneura acrospila
Pauridioneura acrospila is een vlinder uit de familie van de stippelmotten (Yponomeutidae). De wetenschappelijke naam van de soort werd in 1926 gepubliceerd door Turner.